# 小行星1853
小行星1853（1853 McElroy）是一颗围绕太阳公转的小行星。1957年12月15日，印第安纳大学在摩根县发现了此天体。
該小行星以美國生物化學家威廉·D·麥克羅伊命名。
这颗小行星的绝对星等为90.34538416973442等。